# Euryopis cobreensis
Euryopis cobreensis är en spindelart som beskrevs av Claude Lévi 1963. Euryopis cobreensis ingår i släktet Euryopis och familjen klotspindlar.
Artens utbredningsområde är Jamaica. Inga underarter finns listade i Catalogue of Life.